# Joe Graboski
Joseph William Graboski, detto Joe (Chicago, 15 gennaio 1930 – Columbus, 2 luglio 1998), è stato un cestista statunitense, professionista nella NBA.

## Palmarès
- Campionato NBA: 1

Philadelphia Warriors: 1956